# Station Longuerue-Vieux-Manoir
Station Longuerue - Vieux Manoir is een spoorwegstation in de Franse gemeente Vieux-Manoir.